# Amada Rosa Pérez
Amada Rosa Pérez Pérez (Corozal, Sucre, 2 de agosto de 1977) es una ex-modelo y actriz de televisión colombiana, reconocida por actuar en la telenovela La costeña y el cachaco, desempeñando el papel de Sofía Granados.

## Biografía
Amada Rosa Pérez Pérez (Corozal, Sucre, Colombia, 2 de agosto de 1977) Pasó su infancia en Corozal, Sucre y no pensaba en el modelaje ya que su sueño era ser reina, por lo tanto participaba en concursos de belleza que se organizaban en su barrio ganando siempre y recibiendo como premio una corona de juguete y una chocolatina, pero a pesar de eso no se sentía bonita, pasando mucho tiempo frente al espejo.
A la edad de 15 años terminó el colegio y se fue a la ciudad de Bogotá para estudiar medicina. Al poco tiempo, se dio cuenta de que esta no era su vocación debido a la cercanía de esta profesión con la muerte, así que cambio de carrera escogiendo estudiar Administración de Empresas turísticas en la ciudad de Cartagena.

### Carrera en el modelaje
Algunos amigos la hicieron caer en cuenta del parecido que tenía modelo alemana Claudia Schíffer en ese momento empezó su carrera en el modelaje. Empezó en  Cartagena haciendo un curso de modelaje a escondidas de sus papás. Después trabajó en comerciales de televisión, desfiles y campañas publicitarias. Sus padres se enteraron de que trabajaba como modelo cuando ganó el concurso de Chica Águila en 1996, al año siguiente ganó el concurso La modelo del año después recibió de manos de María José Barraza el título de Chica Med, el que le dio gran reconocimiento en el año 1999, Después la nombraron Chica Miércoles, en Barranquilla. Luego de esto trabajó con Wilhemina en Miami, Sardinia, Milán, Venecia y Avon en Nueva Jersey. Ha desfilado para Hernán Zajar,  Escada, Silvia Tcherassi, Francesca Miranda, Oscar de la Renta entre otros.

### Inconvenientes en el modelaje
Mientras trabajaba en Milan cumpliendo con dos meses de contratos de modelaje, se dio cuenta del ambiente que se vive dentro del gremio del modelaje lo cual la llenó de pavor y la hizo llorar por mucho tiempo.
En una fiesta encontró niñas de 15 años entregadas al alcohol, las drogas y el sexo, tres caminos para sobresalir en el mundo del modelaje. La mayoría eran checas, italianas, holandesas y del norte de Europa. Asegura que allí el trato entre agentes, clientes y modelos se basa en esas cosas, que para ella a sus 24 años no era usual y sentía que no era correcto.
También se dio cuenta de que en Europa los casos son dramáticos ya que en las agencias hay modelos con contratos sexuales, en Colombia esto también existe, ofreciendo fama y fortuna a cambio de la compañía de mujeres bellas. Ese es un camino fácil para alcanzar el triunfo. Pero Amada Rosa sostiene que es mejor ir despacio y conseguir menos, pero estar tranquila.[cita requerida]

“Me sentía vacía, insatisfecha, me dejé envolver por la soberbia, la vanidad y el dinero. A los 18 años perdí mi virginidad y mi corazón se llenó de odio y venganza hacia los hombres"”.

### Carrera en televisión
En 1993 debuta en la televisión en la serie Padres e hijos con los actores Luz Stella Luengas, Ana Victoria Beltrán y Luis Eduardo Motoa. En 1999 participó en la telenovela Yo soy Betty, la fea. 
En 2003 protagoniza la telenovela La costeña y el cachaco con Jorge Enrique Abello, Geraldine Zivic, Ernesto Benjumea, Diego Trujillo y Carmenza Gómez. En 2005 participó en la telenovela Vuelo 1503 con Maritza Rodríguez, Juan Pablo Gamboa, Alina Lozano, Álvaro Bayona y Juan Carlos Vargas. En 2006 participó por última vez en una telenovela (Lorena, con Coraima Torres, Diego Ramos, María Cecilia Botero y Orlando Miguel).
En 2007 se retira definitivamente de la actuación por problemas con su oído derecho, luego se reveló que sufría de una malformación auditiva. En 2012 labora como funcionaria del despacho de la Procuraduría General de la Nación. 
En 2013, aparece en la película-documental Mary's Land, donde cuenta la historia de su regreso al catolicismo.

### Problemas de salud
Nació con una malformación en el oído, por ello tuvo una reducción auditiva del 40% en el  oído izquierdo,  de modo que por consejo de sus padres buscó asistencia médica con especialistas para solucionar su problema de salud. Luego de visitar varios médicos otorrinos y de varios exámenes, concluyeron, que debía operarse para saber qué obstruía su audición en uno de los mejores momentos de su carrera profesional. 
Inicialmente rechazó la opción de operación y buscó otra opinión con otro médico para que le ayudara a solucionar su problema así que se sometió a una  cirugía llamada timpanoplastía, en la cual le fue muy bien, extrayéndole un pedazo de cartílago y recibiendo un injerto de tímpano. Inicialmente sintió vértigo y escuchaba mucho más fuerte los sonidos más suaves además de algo de inflamación, durante unos días, pero lamentablemente su audición no mejoró y meses después empezó a sentir mareos, dolores de cabeza insoportables su oído sangraba y supuraba, durante las grabaciones de la novela Lorena y el médico me advirtió que era necesaria una segunda  cirugía pero por el tiempo era imposible así que en los ratos libres le realizaban microcirugías ambulatorias para controlarle la infección. Después de eso se pudo realizar la cirugía, pero los síntomas aparecieron nuevamente, al parecer no era el procedimiento adecuado.
Debido a esto sufrió una fuerte depresión y decidió consultar al médico Luis Felipe Mora quien le cambió el tratamiento y decidió extraerle las amígdalas ya que estaban muy comprometidas debido a tanto tiempo de infección. El doctor Luis Felipe Mora junto con el neuro-otólogo Martín Fernández extirparon el tumor que había afectado el  oído notándose una mejoría en su salud auditiva.

## Filmografía

### Televisión
| Televisión | Televisión              | Televisión         |
| Año        | Título                  | Personaje          |
| ---------- | ----------------------- | ------------------ |
| 2005-2006  | Lorena                  | Rebeca de Ferro    |
| 2005-2006  | Vuelo 1503              | Valentina Millán   |
| 2003-2004  | La costeña y el cachaco | Sofía Granados     |
| 1999-2001  | Yo soy Betty, la fea    | Actuación especial |
| 1993       | Padres e hijos          | Lucía              |

### Cine
| Cine | Cine          | Cine       |
| Año  | Título        | Personaje  |
| ---- | ------------- | ---------- |
| 2013 | "Mary's Land" | Ella misma |